# Papercut
Papercut ist ein Lied der US-amerikanischen Nu-Metal-Band Linkin Park. Am 18. Juni 2001 wurde es im Vereinigten Königreich als dritte Single aus Hybrid Theory ausgekoppelt. Weltweit erschien die Single am 28. Januar 2002, jedoch nicht in den Vereinigten Staaten. Sie erreichte Platz 14 in den britischen und Platz 49 in den deutschen Singlecharts.

## Hintergrund
Papercut handelt von den psychischen Problemen einer Person, die an einer Psychose leidet. Diese äußert sich im Lied vor allem durch die Beschreibung von paranoiden Wahnvorstellungen. Die ersten Zeilen des Liedes, die von Mike Shinoda gerappt werden, lauten Why does it feel like night today? / Something in here’s not right today / Why am I so uptight today? / Paranoia’s all I got left. Zwischen den Rapversen singt Chester Bennington einen Chorus. Papercut gilt als typisches Beispiel für die Rock-/Rap-Kombination auf Hybrid Theory. Wie bei A Place for My Head und Forgotten ist der Bassist ausnahmsweise Ian Hornbeck, der allerdings nie offizielles Bandmitglied war.
Bennington nannte Papercut als eines seiner Lieblingslieder von Linkin Park. Die Band spielt das Lied heute noch regelmäßig an Konzerten.
Das Lied wurde für den Remix Ppr:Kut aus dem Remixalbum Reanimation verwendet. Auch beim Mashup Big Pimpin’/Papercut fand es Verwendung. Ferner enthält auch das Lied Sold My Soul to Yo Mama, das auf der EP Songs from the Underground zu finden ist, ein Sample aus Papercut.

## Musikvideo
Das Musikvideo wurde von Nathan Karma Cox und Bandmitglied Joe Hahn gedreht. Es zeigt die Band, wie sie in einer Art Spukhaus spielt. An der Wand hängt eine von Mike Shinoda stammende Zeichnung von einem Baby, welches auch auf dem Xero Demotape abgebildet ist. In einer abgedunkelten Küche daneben sieht man unheimliche Gestalten, darunter eine menschenähnliche, die möglicherweise die paranoide Person darstellt, um welche das Lied handelt. Diese Kreatur bewegt sich extrem schnell und wirkt gequält, außerdem flitzt sie einmal blitzschnell durch das helle Zimmer. Allmählich beginnen Libellen vom dunklen in den hellen Raum zu schwirren, Gegenstände bewegen sich und die Lichter flackern. Rob Bourdon, der seltsamerweise als Einziger kein Instrument spielt, scheint als Erster die seltsamen Vorgänge zu bemerken, während die Anderen mit ihren Instrumenten bzw. ihrem Rap oder Gesang beschäftigt sind. Brad Delson und Dave „Phoenix“ Farrell spielen akustische Gitarren, obwohl im Lied schwere, verzerrte E-Gitarren zu hören sind. Nachdem kurz vor Ende der Bildschirm einen Moment lang schwarz wird, ist die Band verschwunden, nur die Instrumente bleiben zurück.

## Kommerzieller Erfolg

### Chartplatzierungen
| ChartsChartplatzierungen     | Höchstplatzierung | Wochen |
| ---------------------------- | ----------------- | ------ |
| Deutschland (GfK)            | 49 (6 Wo.)        | 6      |
| Österreich (Ö3)              | 43 (5 Wo.)        | 5      |
| Schweiz (IFPI)               | 80 (7 Wo.)        | 7      |
| Vereinigtes Königreich (OCC) | 14 (7 Wo.)        | 7      |

### Auszeichnungen für Musikverkäufe
| Land/Region                  | Auszeichnungen für Musikverkäufe (Land/Region, Auszeichnung, Verkäufe) | Verkäufe  |
| ---------------------------- | ---------------------------------------------------------------------- | --------- |
| Deutschland (BVMI)           | Gold                                                                   | 300.000   |
| Italien (FIMI)               | Gold                                                                   | 50.000    |
| Neuseeland (RMNZ)            | Platin                                                                 | 30.000    |
| Spanien (Promusicae)         | Gold                                                                   | 30.000    |
| Vereinigte Staaten (RIAA)    | Gold                                                                   | 500.000   |
| Vereinigtes Königreich (BPI) | Platin                                                                 | 607.000   |
| Insgesamt                    | 4× Gold · 2× Platin ·                                                  | 1.517.000 |

Hauptartikel: Linkin Park/Auszeichnungen für Musikverkäufe